# Withcote
Withcote is een civil parish in het Engelse graafschap Leicestershire.

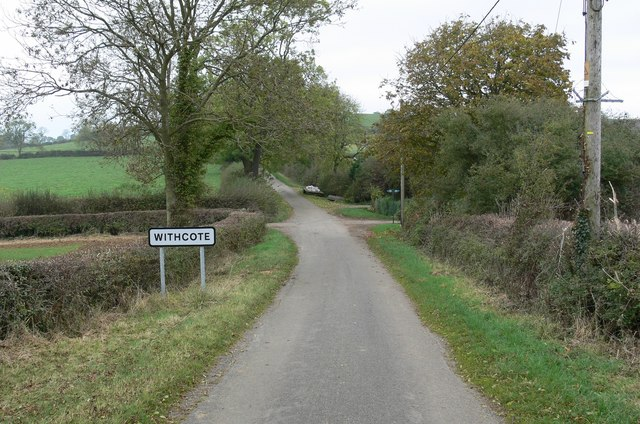
Withcote
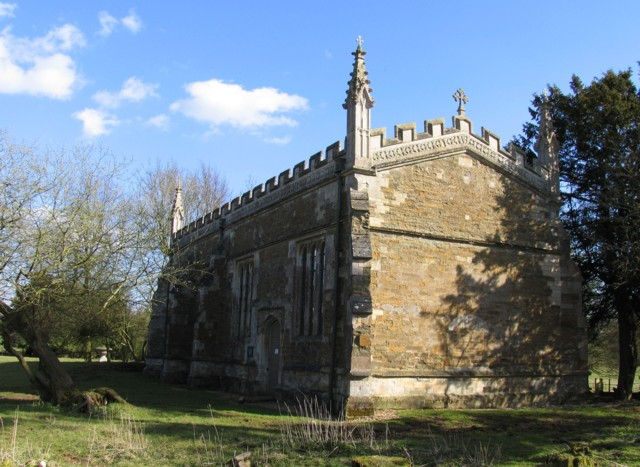
Kerk in Withcote